# Møllebygger
Møllebygger kaldes en håndværker, der kan bygge møller samt vedligeholde dem. I ældre tid var vindmøller og vandmøller fortrinsvis af træ. Møllebyggeren stod både for opførelsen af den bygning, der rummede møllerbruget, for gangtøjet (hjul, drev og aksler, der transmitterer kraften fra vinger eller vandhjul til maskinerne) og for selve maskineriet bestående af kværne, sigter m.m.
I 1900-tallet da valsemøllerne fandt frem, fik faget karakter af maskinbyg, og det dominerende materiale jern fik sin plads på møllen.
Møllebyggerkunsten kom til Danmark i 1100-tallet med de munke, der byggede Danmarks første vandmøller. I lavstiden tilhørte møllebyggerne tømrerlavet ligesom hustømrere og skibstømrere. Møllebyggerfaget adskiller sig dog fra hustømrerfaget ved, at møllebyggeren dels skal have mekanisk og matematisk indsigt, dels skal være i stand til at arbejde både i træ og jern. I begyndelsen af 1900-tallet blev møllebyggerfaget et selvstændigt fag, og man kunne nu erhverve svendebrev som møllebygger. Møllebyggerne deltog i de tekniske skolers undervisning, således at de fulgte tømrerne i 2/3 af tiden og smedene i 1/3 af tiden. Siden 1970 har man ikke kunnet tage svendebrev som møllebygger i Danmark. De håndværkere, der i dag arbejde med møllebyggeri, er ofte udlærte som tømrere og er så senere blevet oplært ved at arbejde i et møllebyggerfirma. I dag er faget primært et restaureringsfag.
Møller i Danmark er fredet og skal vedvares da det er del af dansk kultur og arv.
Grundet møllebyggeres viden om håndtering af stort tømmer og mekanisk konstruktion, var det en møllebygger, der hjalp med at opføre verdens første rekonstruktion af en blide i 1989 på det som senere blev til Middelaldercentret.